# معلی
معلی  یک منطقهٔ مسکونی در امارات متحده عربی است که در شهر عجمان واقع شده‌است.

## خصوصیات
معلی   ۱۷٫۹۸ متر بالاتر از سطح دریا واقع شده‌است.